# Pinnule (ramification)
Pour les articles homonymes, voir Pinnule.

Schéma d'un tentacule de corail.

Les pinnules sont, chez certaines espèces de coraux et certains crinoïdes (échinodermes), des petites ramifications se trouvant sur la surface de leurs tentacules .

## Rôle
Les pinnules servent à attraper des proies.

## Continuité du cœlentéron
Les pinnules sont creux et hébergent des extensions du coelentéron.